# Phytomyza penstemonis
Phytomyza penstemonis este o specie de muște din genul Phytomyza, familia Agromyzidae, descrisă de Spencer în anul 1969. Conform Catalogue of Life specia Phytomyza penstemonis nu are subspecii cunoscute.